# Spannungs-Kompensation
Das Verfahren der Spannungs-Kompensation ist ein Verfahren der elektrischen Messtechnik zur stromlosen Messung einer elektrischen Spannung. Eine der dazu erfundenen Varianten wird auch als poggendorffsche Kompensationsschaltung bezeichnet.

Spannungs-Kompensator (Prinzip)
wird an angeglichen.
Oben nach Johann Christian Poggendorff,
unten nach Lindeck und Rothe

## Funktion
Die Schaltungen arbeiten nach folgendem Prinzip: Eine Kompensationsspannung {\displaystyle U_{K}} wird gebildet, mit der zu messenden Spannung {\displaystyle U_{x}} verglichen und so lange nachgestellt, bis Gleichheit festgestellt wird (Abgleich). In DIN 1319-2 wird diese Methode auch Nullabgleichs-Messmethode genannt.
Geräte dieser Bauart sind weitestgehend durch Elektrometerverstärker oder Instrumentenverstärker mit Feldeffekttransistoren abgelöst worden, welche Spannungen ebenfalls nahezu stromlos messen können. Die Methode wird als Gegenkopplung in elektronischen Schaltungen weiterhin angewendet.

## Grundlage
Bei Abgleich ist 
{\displaystyle U_{x}=U_{K}={\frac {R_{1}}{R_{0}}}U_{0}}
bzw. 
{\displaystyle U_{x}=U_{K}={\frac {R_{1}}{R_{1}+R_{2}}}U_{0}}
Der aus den Widerständen und der Speisespannung {\displaystyle U_{0}} ausrechenbare oder bei entsprechender Konstruktion an der Schaltung unmittelbar ablesbare Wert von {\displaystyle U_{K}} liefert den Messwert für {\displaystyle U_{x}}. Diese Messmethode vermeidet jegliche Belastung (Stromentnahme) von {\displaystyle U_{x}} bei Abgleich. Damit sind Messungen der Leerlaufspannung selbst an hochohmigen Quellen möglich.
Mit einer Spannungsquelle mit einem fest eingestellten präzisen Wert {\displaystyle U_{0}>U_{x}} und digital einstellbaren  Widerständen sind Präzisionsmessungen möglich.
Auch die Wheatstone-Brücke und jede andere zu Messungen verwendete Brückenschaltung arbeitet nach diesem Prinzip.

## Selbstabgleichende Spannungs-Kompensation

Grundaufbau des selbstabgleichenden Spannungs-Kompensators

Bei der selbstabgleichenden Spannungs-Kompensation wird die Spannungsdifferenz {\displaystyle U_{d}=U_{x}-U_{K}} nicht angezeigt, sondern verstärkt auf den Motor eines Motorpotentiometers gegeben, der den Schleifer nachstellt, bis Abgleich erreicht ist. Dann ist {\displaystyle U_{d}} = 0; der Motor bekommt keine Spannung mehr und bleibt stehen. Der Schleifer wird gekoppelt mit einem Zeiger vor einer Skale, so dass unmittelbar der Messwert abgelesen werden kann.
Weite Verbreitung hat der selbstabgleichende Kompensator im Kompensations-Messschreiber gefunden, wobei der Motor zusammen mit dem Schleifer und Zeiger auch eine Schreibfeder bewegt.
Der Verstärkungsfaktor ist auf die Größe des Messbereichs ohne Einfluss, aber für das dynamische Verhalten wesentlich:
- Bei zu kleiner Verstärkung entsteht kriechendes Verhalten – bis zum Hysterese-Effekt aufgrund der Ansprechschwelle des Motors.
- Bei zu großer Verstärkung schwingt der Schleifer über – bis zum Zustand ungedämpfter Schwingung aufgrund der Trägheit der mechanischen Teile.